# 黒津地町
黒津地町（くろつちちょう）は、徳島県阿南市の町名。2014年3月31日現在の人口は277人、世帯数は129世帯。郵便番号は〒774-0006。

## 地理
阿南市の北東部に位置し、北は岡川を挟んで辰巳町、東から南西は向原町、北西は出来町・原ケ崎町に接する。

### 河川
- 桑野川
- 岡川

### 小字
- 戎野
- 新弥開
- 末広
- 中地
- 中じた
- 山下

## 歴史
江戸期から町村制の施行された明治22年にかけては那賀郡の村であった。
明治22年に同郡富岡村の大字となった。明治38年より富岡町の大字となる。昭和33年に阿南市が誕生し、現在の町名となる。

## 施設
- 蛭子神社
- 妙見神社

## 交通

### 道路
都道府県道
- 徳島県道23号富岡港線